# گرد حسن‌آباد
گردحسن آباد (تپه حسن‌آباد) مربوط به هزاره اول قبل از میلاد است و در حومه اشنویه واقع شده و این اثر در تاریخ ۱ آذر ۱۳۴۴ با شمارهٔ ثبت ۴۷۲ به‌عنوان یکی از آثار ملی ایران به ثبت رسیده است.